# Niedersächsische Landesmedaille

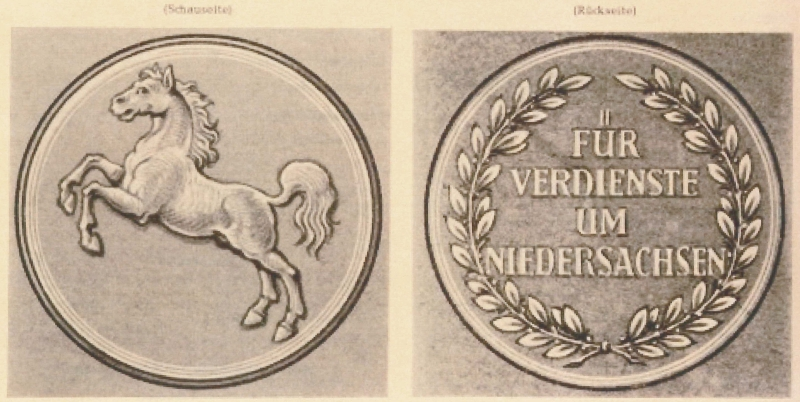
Die Niedersächsische Landesmedaille

Die Niedersächsische Landesmedaille wird „als Zeichen ehrender Anerkennung vom Ministerpräsidenten an Persönlichkeiten verliehen, die sich durch außergewöhnliche Leistungen und hervorragende Verdienste um das Land Niedersachsen verdient gemacht haben.“

## Aussehen, Beschaffenheit und Tragweise der Medaille
Die Landesmedaille besteht aus Silber und hat einen Durchmesser von 75 mm. Sie zeigt auf ihrer Vorderseite ein erhaben geprägtes springendes Ross (Sachsenross), das Landeswappen von Niedersachsen und zeigt auf ihrer Rückseite die mittige erhaben geprägte Inschrift:
Umschlossen wird dieser Schriftzug von zwei gekreuzten Lorbeerzweigen, die nach oben offen sind. Auf dem Medaillenrand wird der Vor- und Familienname des Inhabers sowie der Verleihungstag eingraviert. Die Landesmedaille ist – anders als ein Orden – nicht dazu geeignet, vom Inhaber am Revers oder als Schulterband getragen zu werden.

## Verleihungspraxis
Die Verleihungsbefugnis obliegt dem Ministerpräsidenten. Vorschlageberechtigt sind die Minister des Landes Niedersachsen für ihren Geschäftsbereich. Mit der Verleihung der Medaille erhält der Beliehene eine Urkunde. Die Medaille geht dabei in das Eigentum des Beliehenen über. Des Weiteren ist die Verleihung im Niedersächsischen Ministerialblatt öffentlich bekannt zu geben. Die Landesmedaille sollte, einem ungeschriebenen Gesetz zur Folge,  an höchstens 30 lebende Persönlichkeiten verliehen werden. Die Inhaber der Landesmedaille sind gleichzeitig Träger des Großen Verdienstkreuzes des Niedersächsischen Verdienstordens.
An neun Frauen und 45 Männer verliehen die Niedersächsischen Ministerpräsidenten nach der nachstehenden unvollständigen Übersicht die Landesmedaille.

## Entzug der Medaille
Die Landesmedaille kann entzogen werden, wenn der Beliehene sich durch sein späteres Verhalten als dieser Auszeichnung unwürdig verhält. Der Widerruf wird durch den Ministerpräsidenten vollzogen.

## Träger (Auszug)
| Datum der Verleihung | Name                       | Tätigkeit |
| -------------------- | -------------------------- | --- |
| 15. Mai 1957         | Hinrich Wilhelm Kopf       | Erster niedersächsischer Ministerpräsident                                                                                    |
| 3. Juni 1959         | Justus Danckwerts          | Staatssekretär und Bevollmächtigter des Landes Niedersachsen beim Bund 1951 bis 1954                                          |
| 1959                 | Johann Dietrich Lauenstein | Geschäftsführer der Emsland GmbH                                                                                              |
| 1. Mai 1961          | Helene Künne               | Vorsitzende des Landfrauenverbands Niedersachsen                                                                              |
| 1961                 | Rudolf Smend               | Staats- und Kirchenrechtler                                                                                                   |
| 1964                 | Rudolf Beckmann            | Unternehmer und Politiker |
| 1965                 | Alfred Kubel               | Ministerpräsident des Landes Niedersachsen                                                                                    |
| 1970                 | Georg Diederichs           | Ministerpräsident des Landes Niedersachsen                                                                                    |
| 1974                 | Yvonne Georgi              | Tänzerin und Choreographin |
| 1. Mai 1974          | Ilsa Reinhardt             | Mitglied des Niedersächsischen Landtags 1947–1974                                                                             |
| 25. Februar 1982     | Manfred Eigen              | Chemiker und Nobelpreisträger                                                                                                 |
| 12. Dezember 1985    | Günther Saßmannshausen     | Vorstandsvorsitzender der Preussag AG 1972–1988                                                                               |
| 24. November 1986    | Carl Horst Hahn            | Vorstandsvorsitzender der VW AG 1981–1992                                                                                     |
| 24. April 1991       | Karl Ravens                | Bundesminister für Raumordnung, Bauwesen und Städtebau 1974–1978                                                              |
| 1. Juli 1991         | Erwin Dunst                | Landesverbandsleiter der DAG Niedersachsen-Bremen                                                                             |
| 16. Juni 1991        | Heinrich Jürgens           | Niedersächsischer Minister für Bundes- und Europaangelegenheiten 1986–1990                                                    |
| 26. Oktober 1991     | Hans Kolbe                 | Unternehmer der Hans Kolbe & Co Nachrichtenübertragungstechnik                                                                |
| 29. Oktober 1991     | Ernst Pieper               | |
| 29. Oktober 1991     | Henri Nannen               | |
| 19. August 1992      | Klaus-Peter Bruns          | Niedersächsischer Minister für Ernährung, Landwirtschaft und Forsten 1970–1976                                                |
| 14. September 1992   | Klaus Liesen               | Aufsichtsratsvorsitzender der VW AG 1987–2002                                                                                 |
| 7. Februar 1994      | Hans Georg Borst           | Herzchirurg |
| 21. Februar 1994     | Hermann Rappe              | Vorsitzender der IG Chemie, Papier, Keramik 1982–1995, Bundestagsabgeordneter 1972–1998                                       |
| 7. November 1994     | Egon Franke                | Bundesminister a. D. |
| 7. September 1995    | Max Näder                  | Leiter der Otto Bock HealthCare GmbH                                                                                          |
| 9. November 1995     | Helmut Rohde               | Bundesminister für Bildung und Wissenschaft 1974–1978                                                                         |
| 29. November 1996    | August Wenzel              | Fußballfunktionär |
| 7. Juni 1997         | Ferdinand Piëch            | Vorstandsvorsitzender der VW AG 1992–2002                                                                                     |
| 14. Juli 1997        | Paul Raabe                 | Direktor der Herzog August Bibliothek                                                                                         |
| 16. Juli 1997        | Lola Fischel               | Jüdische KZ-Überlebende |
| 19. Februar 1998     | Horst Milde                | Präsident des Niedersächsischen Landtages 1990–1998                                                                           |
| 23. Oktober 1999     | Ernst Albrecht             | Niedersächsischer Ministerpräsident 1976–1990                                                                                 |
| 23. Oktober 1999     | Gerhard Schröder           | Niedersächsischer Ministerpräsident 1990–1998, Bundeskanzler 1998–2005                                                        |
| 13. November 1999    | Manfred Bodin              | Vorstandsvorsitzender der NORD/LB 1991–2004                                                                                   |
| 23. März 2001        | Hinrich Seidel             | Präsident der Universität Hannover 1979–1997                                                                                  |
| 1. Juni 2001         | Birgit Breuel              | Niedersächsische Ministerin für Wirtschaft, Technologie und Verkehr 1978–1986 und Finanzministerin 1986–1990                  |
| 30. September 2004   | Horst Hirschler            | Landesbischof der Evangelisch-Lutherischen Landeskirche Hannovers 1988–1999                                                   |
| 30. September 2004   | Josef Homeyer              | Bischof von Hildesheim 1983–2004                                                                                              |
| 28. Oktober 2006     | Herbert Schmalstieg        | Oberbürgermeister von Hannover 1972–2006                                                                                      |
| 12. Dezember 2006    | Eske Nannen                | Geschäftsführerin der Stiftung Henri und Eske Nannen                                                                          |
| 29. Mai 2007         | Rita Süssmuth              | Bundesministerin für Jugend, Familie und Gesundheit 1985–1988 und Bundestagspräsidentin 1988–1998                             |
| 6. Oktober 2007      | Thomas Reiter              | Raumfahrer |
| 24. März 2009        | Walter Hirche              | Niedersächsischer Minister für Wirtschaft, Technologie und Verkehr 1986–1990 und für Wirtschaft, Arbeit und Verkehr 2003–2009 |
| 18. April 2011       | Wolfgang Mauersberg        | Chefredakteur Hannoversche Allgemeine Zeitung                                                                                 |
| 30. April 2011       | Rolf Zick                  | Vorsitzender und Ehrenvorsitzender der Landespressekonferenz Niedersachsen e. V. sowie des Presse Club Hannover               |
| 13. Februar 2012     | Rolf Wernstedt             | Kultusminister 1990–1998, Landtagspräsident 1998–2003                                                                         |
| 13. Februar 2012     | Jürgen Gansäuer            | Landtagspräsident 2003–2008                                                                                                   |
| 10. April 2012       | Hermann Bröring            | Oberkreisdirektor (1991–2001) und Landrat (2001–2011) des Landkreises Emsland                                                 |
|                      | Wilhelm Pleister           | unter anderem Vorstandsvorsitzender der NORD/LB und Vizepräsident der IHK Hannover                                            |
| 10. Juni 2014        | Gert Hoffmann              | Oberbürgermeister von Braunschweig 2001–2014                                                                                  |
| 28. August 2018      | Martin Kind                | Unternehmer, Präsident Hannover 96                                                                                            |
| 28. August 2018      | Eva-Maria Neher            | Gründerin Göttinger Experimentallabor XLAB                                                                                    |
| 28. August 2018      | Dirk Roßmann               | Unternehmer |
| 28. August 2018      | Gudrun Schröfel            | Leiterin Mädchenchor Hannover                                                                                                 |
| 24. Juni 2019        | Ernst Gottfried Mahrenholz | Vizepräsident des Bundesverfassungsgerichts                                                                                   |
| 27. April 2022       | Christian Wulff            | Niedersächsischer Ministerpräsident 2003–2010, Bundespräsident 2010–2012                                                      |
| 31. Januar 2023      | Rebecca Harms              | Landtagsabgeordnete 1994–2004, Europaabgeordnete 2004–2019                                                                    |
| 18. Oktober 2023     | Gabriele Andretta          | Landtagspräsidentin 2017–2022                                                                                                 |
| 16. Januar 2025      | Stefan Hell                | Direktor am Max-Planck-Institut für Multidisziplinäre Naturwissenschaften in Göttingen, Träger des Nobelpreises für Chemie    |